# 톰 헨닝 외브레뵈
톰 헨닝 외브레뵈(Tom Henning Øvrebø, 1966년 6월 26일 ~ )는 노르웨이의 축구 심판으로, 심리학자를 겸하고 있다. 그는 주로 노르웨이 프리미어리그와 UEFA컵, UEFA 챔피언스리그에서 주심으로 활동하고 있다.
그는 1992년 9월 20일에 노르웨이 프리미어리그 심판으로 데뷔했으며, 1994년에 국제 축구 연맹으로부터 국제 심판 자격을 취득했다. 또한 그는 노르웨이 프리미어리그 올해의 심판상을 다섯 번(2001년, 2002년, 2003년, 2005년, 2006년)이나 수상하기도 하였다.
그는 UEFA 유로 2008에서 독일과 폴란드, 이탈리아와 루마니아의 조별 예선 두 경기의 주심을 맡았으며, 2009년 5월 6일에 열린 첼시와 바르셀로나의 UEFA 챔피언스리그 2008-09 준결승 2차전 경기와 2010년 2월 17일에 열린 바이에른 뮌헨과 피오렌티나의 UEFA 챔피언스리그 2009-10 16강 1차전 경기에서 주심을 맡았으나 여러 차례의 오심과 편파 판정 논란에 휩싸이기도 했다.

## 같이 보기
- 안데르스 프리스크